# Àcid hipobromós
L'àcid hipobromós és un àcid feble i inestable que té la fórmula química HBrO. També se'n diu àcid bròmic (I), bromanol o hidroxidobromina. Es troba només en solució i té les propietats físiques i químiques molt similars a les de l'àcid hipoclorós
En dissolució aquosa l'àcid hipobromós parcialment es dissocia en anió hipobromit OBr− i el catió H+.
Quan s'afegeix bromur pur en aigua, es forma àcid hipobromós i àcid hidrobròmic (HBr):
Br₂(l) + H₂O(l) ↔ HOBr(aq) + HBr (aq)
L'HOBr es fa servir com a oxidant, desodorant, i desinfectant. Aquest compost es genera en vertebrats de sang calenta especialment per eosinòfils per acció de l'enzim eosinofil peroxidasa. El bromur també es fa servir en banys calents i spas com a agent germicida. És especialment efectiu quan s'usa conjuntament amb l'àcid hipoclorós.